# Эллинручей
Эллинручей — ручей в России, протекает по территории Чернопорожского и Идельского сельских поселений Сегежского района Республики Карелии. Длина ручья — 10 км.
Ручей берёт начало из болота без названия и далее течёт преимущественно в юго-восточном направлении по заболоченной местности.
Ручей в общей сложности имеет шесть притоков суммарной длиной 11 км.
Втекает в реку Пану, которая, в свою очередь, впадает в Панозеро. Через Панозеро протекает река Онда, впадающая в Выгозеро.
Населённые пункты на ручье отсутствуют.
Код объекта в государственном водном реестре — 02020001312202000006427.